# Kicking the Germ Out of Germany
Kicking the Germ Out of Germany è una comica muta del 1918 di Alfred J. Goulding con Harold Lloyd.

## Trama
Il personaggio interpretato da Lloyd sogna, mentre è nelle trincee al fronte, che è a Berlino per salvare un'infermiera della croce rossa dalle mani del Kaiser e dei suoi seguaci.